# Ladislav Móder
Ladislav Móder (* 2. Dezember 1945 in Tvrdošovce; † 2. Dezember 2006 in Nové Zámky) war ein slowakischer Fußballspieler, der in der Tschechoslowakei aktiv war und der ungarischen Minderheit in der Slowakei/Tschechoslowakei angehörte. Sein Bruder ist der Europameister Jozef Móder.
Móder ist einer der drei berühmten Fußballspieler aus Tvrdošovce – neben seinem Bruder Jozef noch Juraj Szíkora. Er spielte in seiner Jugend für ŠK Tvrdošovce. Erst spielte er für FK Nové Zámky, mit 22 Jahren wechselte er zum TJ Slovan Bratislava CHZJD. Mit Slovan gewann er den Europapokal der Pokalsieger. Im Finale in Basel am 21. Mai 1969 wurde der FC Barcelona mit 3:2 geschlagen. Weitere Erfolge mit Slovan: Pokalsieger Tschechoslowakei (1968), Meister der Tschechoslowakei (1970), Pokalsieger Slowakei (1970), Sieger UEFA Intertoto Cup (1968, 1970).
Móder war für die Fußball-Weltmeisterschaft 1970 in Mexiko nominiert, konnte wegen einer Verletzung aber nicht spielen.